# Autoinserção

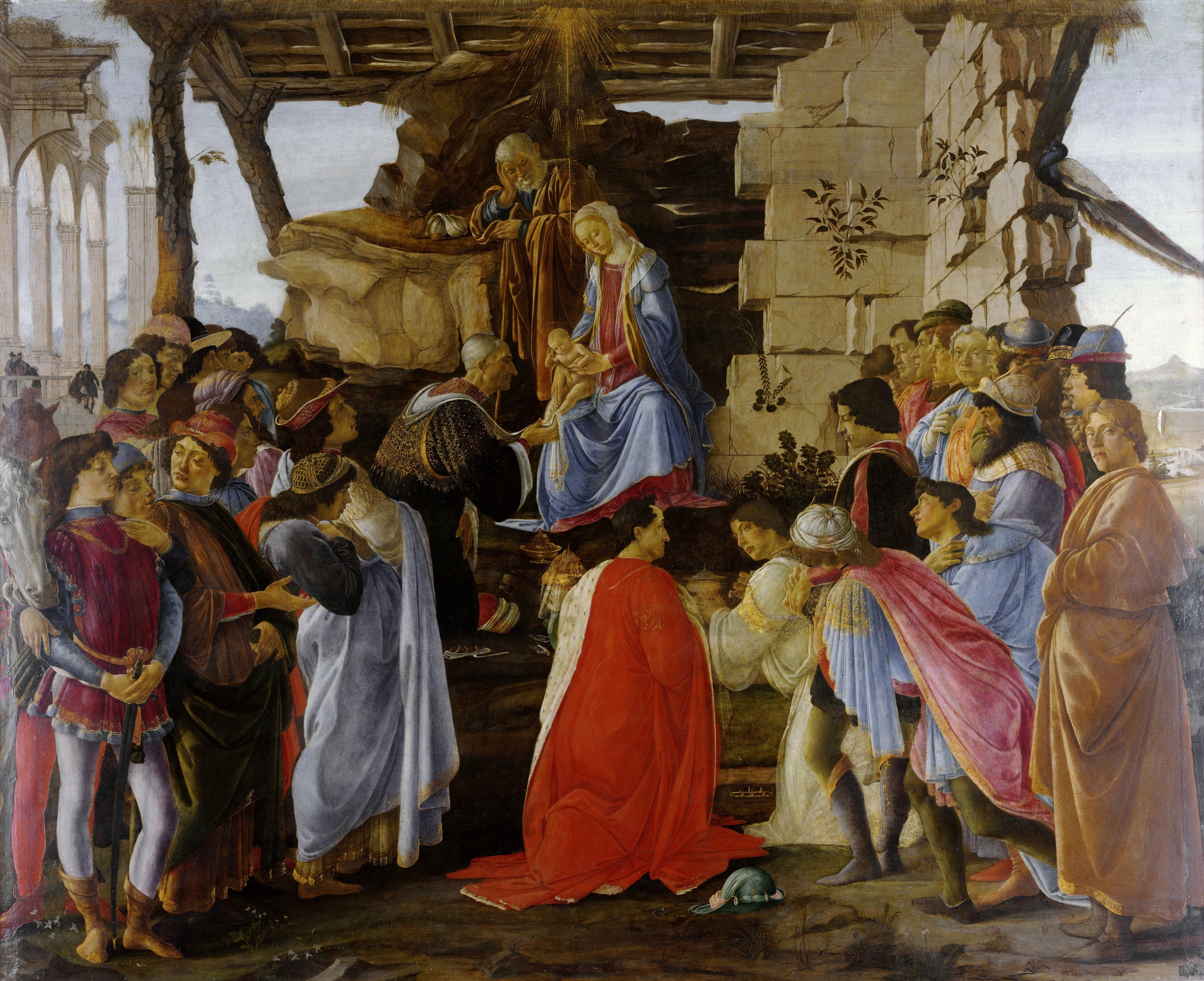
A pintura de Sandro Botticelli sobre a Adoração dos Magos tem um autorretrato inserido na extrema direita: a posição no canto e o olhar para o espectador são muito típicos desses autorretratos.

Autoinserção (pré-AO 1990: auto-inserção), também conhecido como self-insert, é um fenômeno literário no qual um personagem fictício, que representa o verdadeiro autor de uma obra de ficção, aparece como um personagem idealizado dentro dessa ficção, abertamente ou disfarçado. 
Na arte, o equivalente é o autorretrato, onde o artista inclui a si próprio em uma pintura de um sujeito narrativo. Este tem sido um artifício comum desde pelo menos o Renascimento. 

## Conceitos relacionados
Esse fenômeno literário não deve ser confundido com uma narrativa em primeira pessoa ou a um personagem de certa forma baseado no autor, incluindo o autor intencionalmente ou não. Muitos personagens foram descritos como autoinserções não intencionais, o que implica que seu autor os estão usando inconscientemente como substituto do autor.     

## Exemplos
- Stan Lee em diferentes HQs e filmes da Marvel
- Clive Cussler, autor de romances de Dirk Pitt, se inseriu como um personagem de deus ex machina em vários de seus livros. [4]
- Gargântua e Pantagruel, de François Rabelais, no capítulo "Como Pantagruel com a língua cobriu todo um exército e o que o autor viu em sua boca"
- A Divina Comédia de Dante Alighieri
- Randolph Carter nos contos de HP Lovecraft
- O personagem-título da série Rush Revere de Rush Limbaugh
- Bella Swan na série de Crepúsculo de Stephenie Meyer
- Eu sou o Mensageiro de Markus Zusak
- A Torre Negra por Stephen King
- Desventuras em Série  por Lemony Snicket
- O mapa e o território de Michel Houellebecq
- Luke Skywalker em Guerra nas Estrelas por George Lucas
- Rohan Kishibe em Diamond is Unbreakable por Hirohiko Araki